# Whitfield Diffie
Bailey Whitfield « Whit » Diffie (né le 5 juin 1944) est un cryptologue américain. Il est, avec Martin Hellman et Ralph Merkle, l'un des pionniers de la cryptographie asymétrique  qui utilise une paire de clés publique et privée.

## Biographie
En 1965, il obtient un Bachelor en mathématiques au Massachusetts Institute of Technology. De 1965 à 1969, il travaille dans une organisation de la défense nationale des États-Unis, appelée Mitre, dépendant du MIT et échappe à la conscription.
En 1976 il publie, avec Martin Hellman, l'article New Directions in Cryptography. La méthode entièrement nouvelle décrite dans cet article concerne un problème fondamental en cryptographie : la distribution des clés. Cette méthode sera par la suite nommée méthode d'échange de clés Diffie-Hellman. Ce principe est aussi à l'origine de méthodes à clés asymétriques ultérieures comme le RSA ou ElGamal.
Diffie développe ses recherches au sein de Northern Telecom (Nortel) où il a la responsabilité de l'architecture du système de sécurité PDSO pour les réseaux X.25. En 1981, il code un programme en vue de préparer des transparents pour des présentations, permettant d'afficher du texte et des commentaires ; quelques années plus tard, Robert Gaskins s'inspire de ce programme pour créer Microsoft PowerPoint.
En 1991, Diffie rejoint Sun Microsystems en Californie où il travaille comme Distinguished Engineer  et Chief Security Officer (un poste au niveau des vice-présidents) sur des problèmes de sécurité et de cryptographie, jusqu'en 1999.
Diffie est professeur invité à la Royal Holloway université de Londres qui lui décerne un honorary degree (doctorat honoris causa) en 2008
En 1998, il écrit avec Susan Landau un livre intitulé Privacy on the Line sur les écoutes téléphoniques et les enjeux politiques liés à la cryptographie, livre réédité et augmenté plusieurs fois.

## Prix et distinctions
- 1992 : docteur honoris causa de l'École polytechnique fédérale de Zurich.
- 1994 : EFF Pioneer Award
- 1996 : National Computer Systems Security Award[6], décerné conjointement par le NIST et la NSA
- 1996 : prix Paris-Kanellakis
- 1997 : médaille Louis E. Levy[7] du Franklin Institute
- 2000 : prix Marconi.
- 2008 : honorary degree (docteur honoris causa) de la Royal Holloway de l'université de Londres.
- 2010 : médaille Richard-Hamming
- 2011 : fellow du musée de l'histoire de l'ordinateur
- Fellow de l'International Association for Cryptologic Research (IACR)
- Visiting fellow du Isaac Newton Institute à Cambridge.
- 2015 : prix Turing de l'Association for Computing Machinery pour sa contribution à la cryptographie moderne[8], reçu conjointement avec Martin Hellman

## Publications
- Whitfield Diffie et Martin Hellman, « New directions in cryptography », IEEE Transactions on Information Theory, vol. 22, no 6,‎ 1976, p. 644-654 (DOI 10.1109/TIT.1976.1055638, lire en ligne)
- Whitfield Diffie et Susan Landau, Privacy on the Line : The Politics of Wiretapping and Encryption, The MIT Press, 2010, 496 p. (ISBN 978-0-262-51400-2)
- Whitfield Diffie et Martin Hellman, « Privacy and authentication: An introduction to cryptography », Proceedings of the IEEE, vol. 67, no 3,‎ 1979, p. 397–427 (DOI 10.1109/PROC.1979.11256).
- Whitfield Diffie, « The first ten years of public key cryptography », dans Gustavus J. Simmons (éditeur), :Contemporary Cryptology. The Science of Information Integrity, IEEE Press, 1992 (ISBN 0-87942-277-7), p. 65–134.
- Whitfield Diffie et Susan Landau, Privacy on the Line : The Politics of Wiretapping and Encryption, The MIT Press, 2010, 496 p. (ISBN 978-0-262-51400-2).